# Cheick Oumar Sissoko
Cheick Oumar Sissoko (arabisch الشيخ عمر سيسوكو, geb. 1945 in San, Mali) ist ein Filmemacher und Politiker in Mali.

## Leben
Als Student in Paris erwarb Cheick Oumar Sissoko ein Diplôme d’études approfondies (DEA) in Afrikanischer Geschichte und Soziologie, sowie ein Diplom in Geschichte und Cinema an der École des hautes études en sciences sociales. Dann setzte er seine Studien in Kino-Technik an der Ecole nationale Louis Lumière fort.
Bei seiner Rückkehr nach Mali begann er als Regisseur am Centre National de la Production Cinématographique (CNPC), wo er den Film Sécheresse et Exode Rural („Dürre und Landflucht“) inszenierte.
1995 führte er Regie bei Guimba – Der Tyrann, welcher beim Internationalen Filmfestival von Locarno mit Sonderpreisen der Jury ausgezeichnet wurde, und bei L’Etalon de Yennenga („Hengst von Yennenga“), welcher beim FESPACO (Festival panafricain du cinéma et de la télévision de Ouagadougou, Panafrikanisches Film- und Fernsehfestival) von Ouagadougou gezeigt wurde.
1999 erschien La Genèse (Genesis), welcher Sissoko einen weiteren Etalon de Yennenga beim FESPACO einbrachte. Im Jahr 2000 führte er Regie bei Battù, basierend auf einem Roman von Aminata Sow Fall, welcher ihm 2001 den RFI-Preis für Kino beim Fespaco einbrachte.
Er hat die Produktionsfirma Kora Film gegründet.
Sissoko und Oumar Mariko gründeten 1996 eine Politische Partei, Solidarité Africaine pour la Démocratie et l’Indépendance (SADI). Sissoko ist der Präsident der Partei. Er wurde am 16. Oktober 2002 zum Kulturminister in der Regierung von Premierminister Ahmed Mohamed Ag Hamani ernannt. und blieb in dieser Position auch in der Regierung von Premierminister Ousmane Issoufi Maïga ab dem 2. Mai 2004. Am 8. August 2007, nach dem Tod von Mamadou Lamine Traoré, dem damaligen Minister of National Education, wurde Sissoko zum Minister of National Education benannt und behielt sein Amt als Minister of Culture. Er wurde in der Regierung, welche am 3. Oktober 2007 benannt wurde, jedoch nicht mehr aufgestellt.
Ein weiterer von Sissoko geschaffener Film hieß The Garbage Boys. Dieser Film erzählte eine bittersüße Geschichte über Kinder, die in Bamako, Mali, aufwachsen; er zeigte, wie sie täglich mit Schwierigkeiten zu kämpfen haben. Die Kinder wurden gezeigt, wie sie ihre eigenen Schulbänke zur Schule tragen mussten, Müll aufsammelten, um Geld zu verdienen, auf der Straße spielten, Überlebensstrategien lernten und zusehen mussten, wie ihre Mütter bei Geburten starben. Der Film hatte unterschiedliche Auswirkungen auf verschiedene Bevölkerungsgruppen. Die Autorin Manthia Diwara stellt in einem Buch dazu fest, dass bei der Beobachtung verschiedener Bevölkerungsgruppen, die den Film sahen, die wohlhabenderen Bevölkerungsgruppen, die den Film sahen, Mitleid mit den Charakteren hatten und weinten, während die ärmeren Bevölkerungsgruppen Malis lachten, weil sie der Meinung waren, dass es wahr sei und dass jeder solche Dinge erleben sollte.
Das Thema des Films The Garbage Boys steht im Einklang mit Sissokos persönlichen Ansichten hinsichtlich der Förderung von Vielfalt und Verständnis. In einem Interview beim Festival au Désert als Kulturminister erklärte er:

„Ich sehe meine wichtigste Aufgabe darin, den Zusammenhalt zwischen den verschiedenen ethnischen Gruppen in Mali zu wahren. Eines der verfügbaren Instrumente ist die Subventionierung von Festivals wie dieses... Die Unterschiede liegen viele Jahrhunderte zurück. Wir müssen diese Unterschiede begrüßen und einander Respekt entgegenbringen. Das gelingt uns recht gut, denn die Menschen in Mali sind äußerst gastfreundlich und sozial orientiert. Die Festivals haben eine wichtige Begegnungsfunktion und funktionieren sehr gut.“

1999 wurde Sissoko mit einem Prinz-Claus-Preis des Prince Claus Fund geehrt, einer internationalen Kultur- und Entwicklungsorganisation mit Sitz in Amsterdam.

## Filmographie
- L’Ecole malienne. („Die Malische Schule“, 1982)
- Les Audiothèques rurales. („Die ländlichen Audi-Bibliotheken“, 1983)
- Sécheresse et exode rural. („Dürre und Landflucht“, 1984)
- Nyamanton, la leçon des ordures. („Nyamanton, Die Lektion des Mülls“, 1986)
- Finzan. (1990)
- Etre jeune à Bamako. („Jung sein in Bamako“, 1992)
- L’Afrique bouge. („Das bewegte Afrika“, 1992)
- Problématique de la malnutrition. („Probleme der Mangelernährung“, 1993)
- Guimba, un tyrant, une époque (Guimba, ein Tyrann, eine Epoche, 1995)
- La Genèse (Genesis, 1999)
- Battù (2000)